# Вадуц
Ваду́ц (нім. Vaduz) — друге найбільше місто (після Шаану) і столиця Ліхтенштейну.
Є важливим культурним, туристичним і фінансовим центром.
Перша згадка про місто датована 1150 р. 1342 року місто стало столицею графства Вадуц, яке належало з 1712 року родині Ліхтенштейнів.

## Історія

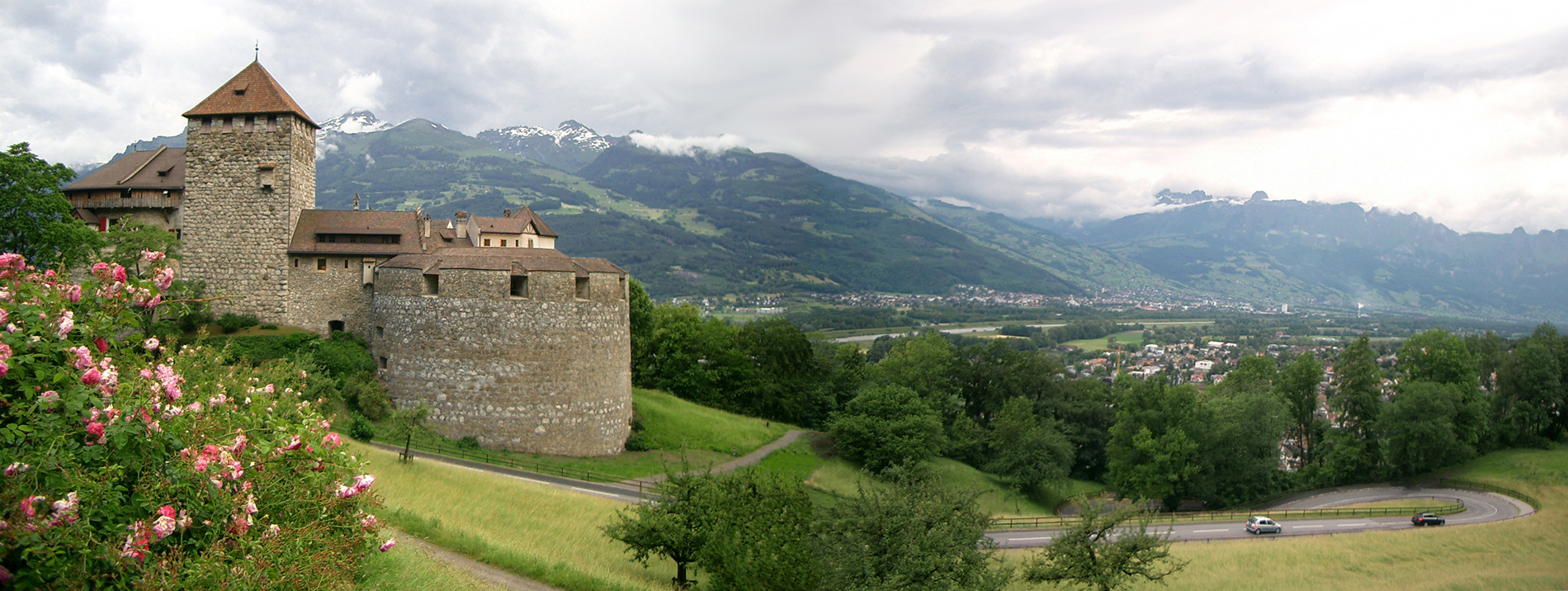
Замок Вадуц і вид на місто

В історичних рукописах Вадуц вперше згадується в XII столітті під назвою Фардузес. Проте прийнято вважати, що місто було засноване в XIII столітті графом Верденберзьким. Є згадка про фортецю за 1322 рік. 1499 року вона була зайнята Швейцарією.
Протягом століть династія Ліхтенштейнів скуповувала великі ділянки землі переважно в Центральній Європі, але всі ці території були частинами феодальних маєтків інших феодалів. Таким чином, не маючи земель, підпорядкованих безпосередньо Імператорському престолу, династія Ліхтенштейнів була не в змозі відповідати основній вимозі, щоб отримати право на засідання в Імператорському Конгресі, Рейхстазі.
1669 року Князь Йоганн Адам Андреас купив володіння Шелленберг та 1712 року — графство Вадуц і таким чином отримав землі на території імперії. 23 жовтня 1719 року указом Імператора Карла VI князівство Шелленберг та графство Вадуц були об'єднані в князівство Ліхтенштейн, першим князем якого і став Антон Флоріан фон Ліхтенштейн. Князівська родина розташтувалася в старовинному замку Вадуц, а однойменне місто поблизу нього з часом набуло статусу столиці князівства.

## Визначні місця
Найважливішими культурними пам'ятками Вадуца є готичний замок з XII ст. — резиденція королів Ліхтенштейну, неоготична катедра Св. Флоріана з року 1868–1873, будинок уряду 1903–1905 року та ратуша збудована в 30-ті роки XX століття.
У місті розташована Державна бібліотека Ліхтенштейну, Музей мистецтв Ліхтенштейну, Поштовий музей та Музей лиж.

## Транспорт
Вадуц є розвиненим туристичним центром Європи, попри те, що є однією з небагатьох столиць світу, де немає ні аеропорту, ні залізничного вокзалу. Найближча залізнична станція розташовується за 2 км від Вадуца в місті Шаан. Там зупиняються переважно поїзди залізничної гілки Букс (Швейцарія) — Фельдкірх (Австрія). Проте в місті дуже добре розвинене автобусне сполучення, а також налагоджено автобусний зв'язок з найближчими містами на великих магістральних залізничних гілках.

## Спорт
У Вадуці базується місцевий однойменний футбольний клуб, який, як й інші в Ліхтенштейні, грає у швейцарській футбольній лізі.

## Українці
У 2022 році Ліхтенштейн прийняв більше 200 українців-біженців. Більша частина з них розмістилася в Шаані та Вадуці.

## Галерея
|                                                    |  |  |  |
| Вигляди міста                                      |  |  |  |
| Вікісховище має мультимедійні дані за темою: Вадуц |  |  |  |